# Challenge Cup 1979
Challenge Cup 1979 je bila serija treh hokejskih tekem leta 1979 med selekcijo zvezd lige NHL in sovjetsko reprezentanco, ki je bila odigrana namesto običajne tekme zvezd lige NHL. Serijo tekem, ki so bile odigrane 8., 10. in 11. februarja v dvorani Madison Square Garden, New York, je z 2:1 dobila sovjetska reprezentanca. Challenge Cup se od Summit Series, ki je bil odigran zadnjič pet let prej, razlikuje v dejstvu, da nasproti sovjetski reprezentanci ni stala kanadska, ampak najboljši igralci iz lige NHL ne glede na narodnost. Tako so za selekcijo like NHL poleg triindvajsetih kanadskih hokejistov igrali še trije švedski.

## Postavi
| #         |         | Pol            | Igralec           | Klub                |
| Vratarji  |         |                |                   |                     |
| 30        | Kanada  | Gerry Cheevers | Gerry Cheevers    | Boston Bruins       |
| 29        | Kanada  | Ken Dryden     | Ken Dryden        | Montréal Canadiens  |
| –         | Kanada  | Tony Esposito* | Tony Esposito*    | Chicago Black Hawks |
| Branilci  |         |                |                   |                     |
| 4         | Kanada  | Barry Beck     | Barry Beck        | Colorado Rockies    |
| 3         | Kanada  | Guy Lapointe   | Guy Lapointe      | Montréal Canadiens  |
| –         | Kanada  | Robert Picard* | Robert Picard*    | Washington Capitals |
| 5         | Kanada  | Denis Potvin   | Denis Potvin      | New York Islanders  |
| 19        | Kanada  | Larry Robinson | Larry Robinson    | Montréal Canadiens  |
| 26        | Švedska | Börje Salming  | Börje Salming     | Toronto Maple Leafs |
| 18        | Kanada  | Serge Savard   | Serge Savard      | Montreal Canadiens  |
| Napadalci |         |                |                   |                     |
| 7         | Kanada  | LW             | Bill Barber       | Philadelphia Flyers |
| 25        | Kanada  | RW             | Mike Bossy        | New York Islanders  |
| 16        | Kanada  | C              | Bobby Clarke (C)  | Philadelphia Flyers |
| 17        | Kanada  | C              | Marcel Dionne     | Los Angeles Kings   |
| 23        | Kanada  | LW             | Bob Gainey        | Montréal Canadiens  |
| 9         | Kanada  | LW             | Clark Gillies     | New York Islanders  |
| –         | Kanada  | D              | Ron Greschner*    | New York Rangers    |
| 15        | Švedska | RW             | Anders Hedberg    | New York Rangers    |
| 10        | Kanada  | RW             | Guy Lafleur       | Montréal Canadiens  |
| 21        | Kanada  | LW             | Don Marcotte      | Boston Bruins       |
| 8         | Kanada  | RW             | Lanny McDonald    | Toronto Maple Leafs |
| 12        | Švedska | C              | Ulf Nilsson       | New York Rangers    |
| 11        | Kanada  | C              | Gilbert Perreault | Buffalo Sabres      |
| 22        | Kanada  | LW             | Steve Shutt       | Montréal Canadiens  |
| 27        | \|      | C              | Darryl Sittler    | Toronto Maple Leafs |
| 20        | Kanada  | C              | Bryan Trottier    | New York Islanders  |

| #         | Pol                    | Igralec                | Klub           |
| Vratarja  |                        |                        |                |
| 1         | Vladimir Miškin        | Vladimir Miškin        | Krila Sovjetov |
| 20        | Vladislav Tretjak      | Vladislav Tretjak      | CSKA Moskva    |
| Branilci  |                        |                        |                |
| 4         | Sergej Babinov         | Sergej Babinov         | CSKA Moskva    |
| 14        | Zinetula Biljaletdinov | Zinetula Biljaletdinov | Dinamo Moskva  |
| 2         | Jurij Fjodorov         | Jurij Fjodorov         | Torpedo Gorki  |
| 18        | Irek Gimajev           | Irek Gimajev           | CSKA Moskva    |
| 5         | Vasilij Pervuhin       | Vasilij Pervuhin       | Dinamo Moskva  |
| 12        | Sergej Starikov        | Sergej Starikov        | CSKA Moskva    |
| 6         | Valerij Vasiljev       | Valerij Vasiljev       | Dinamo Moskva  |
| 1         | Genadij Cigankov       | Genadij Cigankov       | CSKA Moskva    |
| Napadalci |                        |                        |                |
| 19        | RW                     | Helmut Balderis        | CSKA Moskva    |
| 17        | F                      | Valerij Harlamov       | CSKA Moskva    |
| 23        | F                      | Aleksander Golikov     | Dinamo Moskva  |
| 25        | F                      | Vladimir Golikov       | Dinamo Moskva  |
| 8         | F                      | Sergej Kapustin        | CSKA Moskva    |
| 9         | C                      | Vladimir Kovin         | Torpedo Gorki  |
| 24        | F                      | Sergej Makarov         | CSKA Moskva    |
| 13        | F                      | Boris Mihajlov (C)     | CSKA Moskva    |
| 16        | F                      | Vladimir Petrov        | CSKA Moskva    |
| 22        | F                      | Viktor Žluktov         | CSKA Moskva    |
| 11        | F                      | Aleksander Skvorcov    | Torpedo Gorki  |
| 21        | F                      | Viktor Tjumenev        | Krila Sovjetov |
| 10        | F                      | Mihail Varnakov        | Torpedo Gorki  |

## Tekme
| 8. februar | Selekcija zvezd NHL | 4 – 2 | Sovjetska zveza | Madison Square Garden |

| Poročilo tekme      | Poročilo tekme                                                                     | Poročilo tekme  | Poročilo tekme                               | Poročilo tekme   |
| ------------------- | ---------------------------------------------------------------------------------- | --------------- | -------------------------------------------- | ---------------- |
| Začetek: ni podatka | G. Lafleur 0:16 (ES) M. Bossy 6:22 (PP) B. Gainey 15:48 (ES) C. Gillies 28:14 (ES) | (3:1, 1:0, 0:1) | B. Mihajlov 11:25 (PP) V. Golikov 43:02 (ES) | Gledalci: 17.438 |

| 10. februar | Selekcija zvezd NHL | 4 – 5 | Sovjetska zveza | Madison Square Garden |

| Poročilo tekme      | Poročilo tekme                                                                            | Poročilo tekme  | Poročilo tekme                                                                                                   | Poročilo tekme   |
| ------------------- | ----------------------------------------------------------------------------------------- | --------------- | --- | ---------------- |
| Začetek: ni podatka | M. Bossy 13:35 (PP) B. Trottier 18:21 (ES) G. Perreault 20:27 (ES) L. Robinson 25:06 (ES) | (2:1, 2:3, 0:1) | S. Kapustin 8:10 (ES) M. Varnakov 22:05 (ES) B. Mihajlov 37:02 (ES) S. Kapustin 37:47 (ES) V. Golikov 41:31 (ES) | Gledalci: 17.438 |

| 11. februar | Selekcija zvezd NHL | 0 – 6 | Sovjetska zveza | Madison Square Garden |

| Poročilo tekme      | Poročilo tekme | Poročilo tekme  | Poročilo tekme | Poročilo tekme   |
| ------------------- | -------------- | --------------- | --- | ---------------- |
| Začetek: ni podatka |                | (0:0, 0:2, 0:4) | B. Mihajlov 25:47 (ES) V. Žluktov 27:44 (PP) H. Balderis 48:44 (ES) V. Kovin 50:21 (ES) S. Makarov 52:44 (ES) A. Golikov 54:46 (ES) | Gledalci: 17.438 |

## Najboljši strelci
T-tekme, G-goli, P-podaje, TOČ-točke
| Igralec          | T | G | P | TOČ |
| ---------------- | - | - | - | --- |
| Mike Bossy       | 3 | 2 | 2 | 4   |
| Boris Mihajlov   | 3 | 3 | 0 | 3   |
| Sergej Kapustin  | 3 | 2 | 1 | 3   |
| Vladimir Golikov | 2 | 2 | 1 | 3   |
| Guy Loeffler     | 3 | 1 | 2 | 3   |
| Sergej Makarov   | 3 | 1 | 2 | 3   |
| Clark Gillies    | 3 | 1 | 2 | 3   |
| Valerij Vasiljev | 3 | 0 | 3 | 3   |